# Hysterka Líza
Hysterka Líza (v anglickém originále Lisa the Drama Queen) je 9. díl 20. řady (celkem 429.) amerického animovaného seriálu Simpsonovi. Scénář napsal Brian Kelley a díl režíroval Matthew Nastuk. V USA měl premiéru dne 25. ledna 2009 na stanici Fox Broadcasting Company a v Česku byl poprvé vysílán 8. listopadu 2009 na stanici ČT2. Jedná se o poslední díl Simpsonových, který byl premiérově odvysílán v poměru 4 : 3.

## Děj
Když Homer donutí děti navštěvovat kurzy v rekreačním středisku, Líza se zúčastní přísného kurzu výtvarné výchovy a seznámí se s dívkou jménem Juliet Hobbesová, které se také líbí Josh Groban. Ty dvě si vytvoří fantazijní svět, který je odvádí od reality. Považují svět za Equalii, kde jsou královnami a všichni jsou si rovni. Líza však brzy začne být ve škole roztržitá, protože je imaginární zemí posedlá. Po setkání s Juliinou rodinou a poté, co vidí její rušivé chování, si Marge myslí, že Lízina kamarádka by mohla mít problémy, a jakmile se Líza stane posedlou v jejich snovém světě, se jí Marge pokusí zabránit v setkávání s Julií, což je úplný opak původního Margina záměru – snažit se získat Líze nejlepší kamarádku. 
Následujícího dne je Líza vyzvána Julií, aby utekla do zchátralé restaurace, kde hodlají jakožto v království žít. Líza zmešká schůzku modelu OSN, kde měla zastupovat Ázerbájdžán. Martin kontaktuje Marge a řekne jí o Lízině zmizení. Marge se okamžitě tak vydává Lízu hledat, ale neúspěšně. Jimbo, Dolph a Kearney, kteří používají restauraci jako úkryt, Lízu a Julii najdou a svážou je a pak je zavřou do klecí. Dolph a Jimbo odejdou a dívky utečou, když odlákají Kearneyho pozornost historkami o Equalii. Dolph a Jimbo se pokusí zničit rukopisy dívek, ale Kearney nyní věří myšlence Equalie a zaútočí na ně – v jeho mysli se stane drakem a přemůže je, ale ve skutečnosti ho Dolph a Jimbo mlátí, zatímco on se zasněně a nevšímavě usmívá. Líza a Julie utečou. Později Líza řekne Juliet, že chce dál žít v reálném světě a na Equalii chce zapomenout. Juliet se cítí zklamaná a rozhodne se přátelství ukončit s tvrzením, že „skutečný svět je pro lidi, kteří si nedokážou představit nic lepšího“; Líza poté usoudí, že Juliet je blázen. 
O dva měsíce později se Líza vrací domů s odmítavým dopisem z nakladatelství, kam poslala rukopis o Equalii. Homer je pak vyzván, aby na základě svých otcovských zkušeností vytvořil vlastní fantazijní příběh, který však nejde dál než k tomu, že si rodinu znovu představí v jemu příjemnějších podobách: Bart je hot dog, Líza je mořská hvězdice, Marge je láhev piva Duff a Maggie je monster truck.

## Produkce
Scénář epizody napsal Brian Kelley a režíroval ji Matthew Nastuk. Jde o první díl, jejž Kelley napsal po 5. řadách, kdy v seriálu chyběl. Speciální verzi znělky k závěrečným titulkům zahrála skupina Fall Out Boy. V epizodě hostovala Emily Bluntová v roli Juliet. Jednalo se o poslední epizodu seriálu, která byla vyrobena a vysílána ve standardním rozlišení 4 : 3, a je první regulérní epizodou, jež začíná hned po úvodních titulcích bez reklamní přestávky. Díl má nově čtyři části a jde zároveň o poslední epizodu, která používá původní úvod, jenž byl používán od 2. řady.

## Kulturní odkazy
Díl je částečně inspirován filmem Petera Jacksona Nebeská stvoření z roku 1994, který byl založen na příběhu Pauline Parkerové a Juliet Hulmeové, dvou kamarádek, které společně zavraždily matku Parkerové. Jak se jejich přátelství vyvíjelo, vytvořily si společně propracovaný fantazijní život. Často se vytrácely ven a trávily noci hraním příběhů zahrnujících fiktivní postavy, které si vytvořily. V epizodě se také odkazuje na film Most do země Terabithia. Nelson si v dílu hraje s bezhlavou figurkou Dartha Vadera.
Líza a Juliet sdílejí lásku k americkému zpěvákovi Joshi Grobanovi. V dílu zazní Grobanovy písně „You Are Loved (Don't Give Up)“, „So She Dances“ a „In Her Eyes“. Poté, co jsou Simpsonovi na večeři, pustí Julietin otec třetí skladbu „Researching the Brief“ ze soundtracku Jamese Hornera k filmu Případ Pelikán. Ve scéně, kdy dívky navštíví muzeum lidového umění, zazní verze písně „Wipe Out“ od skupiny The Surfaris.

## Přijetí
Hysterku Lízu sledovalo během prvního vysílání 5,75 milionu diváků. Po odvysílání epizoda získala od televizních kritiků smíšené hodnocení. 
Erich Asperschlager z TV Verdict napsal: „Není žádným tajemstvím, že Simpsonovi už nejsou, co bývali. Několik posledních řad bylo trefných, ale jednou za čas se objeví díl, jenž mi připomene, proč jsem se na seriál díval dál. Hysterka Líza je jednou z takových epizod.“.
Robert Canning ze serveru IGN se k tomu vyjádřil takto: „Díl je velmi zajímavý. Tvrdí se, že epizody s Lízou v Simpsonových jsou v podstatě trefa do černého. Podle mého názoru nudné a nevtipné díly s Lízou daleko převažují nad klasickými epizodami s Lízou. Hysterka Líza byla jednou z těch, které spadaly do nudné většiny. Důvodů bylo několik – například příliš mnoho písničkových montáží –, ale nakonec to bylo způsobeno neinspirativním dějem.“.